# The Misleading Widow
The Misleading Widow er en amerikansk stumfilm fra 1919 af John S. Robertson.

## Medvirkende
- Billie Burke som Betty Taradine
- James Crane som Kaptein Peter Rymill
- Frank Mills som Preedy
- Madelyn Clare som Penelope Moon
- Fred Hearn som Ambrose Liptrott